# Jacqueline Nesti Joseph
Pour les articles homonymes, voir Nesti et Joseph.
 (janvier 2020).
Jacqueline Nesti Joseph (née Jacqueline Joseph à Port-au-Prince en 1932) est une peintre haïtienne. Pendant une carrière de plus de 50 ans, Jacqueline a eu des expositions incluant dans le monde entier le musée Guggenheim de New York. 

## Biographie
À un très jeune âge Jacqueline s'est déplacée à Paris pour finir ses études et suit les enseignements de Claude Perset. Installée en France et à la maison de l'artiste Manfredo Borsi, elle rencontre André Verdet, le poète Jacques Prévert et les artistes comme Picasso, Chagall et Magnelli. 1955, Jacqueline voyage au Mexique et fait la rencontre de Diego Rivera qui deviendra son mentor et ami. Son retour en Haïti a inspiré son travail de peinture où sa patrie et des paysages environnants sont dépeints. En Europe elle a rencontré et a épousé son mari Victor Nesti, les deux inséparables jusqu'à la mort de ce dernier en 2008.

## Quelques expositions
- 1962 : El Rancho, Port-au-Prince (Haïti)
- 1965 : Biennale de Venise (Italie)
- 1967 : Guggenheim New York - box # 643911, Nesti, Jacqueline Joseph (US)
- 1970 : galerie Karrer, Tübingen (Allemagne)
- 1971 : Friends of UNESCO Clubs, Pise (Italie)
- 1971 : Fondazione Europea, Milan (Italie)
- 1971 : Centre of International Art, Genova (Italie)
- 1972 : Art and Culture Centre, Pise (Italie)
- 1972 : Palazzo Strozzi, Firenze (Italie)
- 1972 : Biennale Arte Sacra Savona, Turin (Italie)- Silver Cup Prize Academic Gallery
- 1972-1973-1974 : Chieri, Turin (Italie)
- 1973 : Centre Culturel Franco-Italien, Turin (Italie)
- 1973 : International Exhibition of Figurative Art, Asti (Italie)- Médaille d'or
- 1974 : Bottega d’Arte S. Marco, Porto S. Stefano, Grosseto (Italie)
- 1975 : Galerie Burdeke, Zurich (Suisse)
- 1975 : Regional Art Exhibition, Lazio (Italie) 2e prix
- 1975 : Centre culturel français, Milan (Italie)
- 1976 : Galleria Paris, Treviso (Italie)
- 1977 : Daniel Blaise Thorens Fine Art Gallery, Bâle (Suisse)
- 1982 : Galerie SBG, Bâles, (Suisse)
- 1984 : Die Stube Galerie, Tübingen (Allemagne)
- 1986 : Galerie Beletage, Munich (Allemagne)
- 1990 : Centre Universitaire Vaudois, Lausanne (Suisse)
- 1990 : Keramos, Genova (Italie)- Médaille d'or

Expositions permanentes dans des galeries en Allemagne, Suisse et Italie.
Présent dans des catalogues tels que Bolaffi et Comanducci.